# Juan Martínez Silíceo
Juan kardinal Martínez Silíceo, španski rimskokatoliški duhovnik, škof in kardinal, * 1486, Villagarcía de la Torre, † 31. maj 1577.

## Življenjepis
23. februarja 1541 je bil imenovan za škofa španske Kartagine in 8. januarja 1546 za nadškofa Toleda.
20. decembra 1555 je bil povzdignjen v kardinala.